# (208996) 2003 AZ84
(208996) 2003 AZ84とは、衛星を持つ可能性がある太陽系外縁天体である。細長い形状をしており、最も長い部分は 940 km である。冥王星族（その中で最大の天体である冥王星にちなんで名付けられた小惑星のグループ）に属しており、海王星と2:3の軌道共鳴をしている共鳴外縁天体である。(208996) 2003 AZ84は、冥王星とオルクスに次いで3番目に大きい既知の冥王星族である。2003年1月13日、パロマー天文台でサミュエル・オスキン望遠鏡を用いて行われた地球近傍小惑星追跡 (NEAT) 計画での観測中に、アメリカの天文学者チャドウィック・トルヒージョとマイケル・ブラウンによって発見された。
(208996) 2003 AZ84は細長い形状であるが、自転軸がほぼ極上に向けられているため、小さな光度曲線の振幅を示している。その変動は主に表面のアルベドの特徴によって引き起こされる。
天文学者のゴンサロ・タンクレディとマイケル・ブラウンによって、準惑星である可能性が非常に高いと考えられている。ただし、Will M. Grundyらは、このような天体はサイズの範囲が400~1000kmで、アルベドが約 0.2 未満、密度が 1.2 g/cm3 以下の場合、完全に固体に圧縮されることはなく、静水圧平衡への崩壊もないとされ、準惑星である可能性は非常に低いと結論付けている。

## 物理的特性
スピッツァー宇宙望遠鏡は(208996) 2003 AZ84のサイズを686±96kmと推定したが、スピッツァーとハーシェルのデータの組み合わせの分析は、727.0+61.9
−66.5 km のわずかに高い推定値をもたらした。これらの結果は互いに一致している。(208996) 2003 AZ84のサイズが大きいため、準惑星の可能性がある。ただし、静水圧平衡にないと仮定した結果として生じる低密度は、反対のことを示唆している。衛星が回収されていないため、質量は不明である。
2010年の恒星食は、単一の恒星の前を横切る 573 ± 21 km の線を測定した。しかし、その線が恒星の中心を通過していない可能性があるため、これは(208996) 2003 AZ84の直径の下限にすぎない。2014年11月15日には日本、中国、タイの三ヶ所で恒星食が観測され、概算で833×576kmの楕円形状が得られた。
2017年、恒星食とその光度曲線からのデータは、(208996) 2003 AZ84がハウメアやヴァルナと同様に、おそらく6.71時間の急速な自転速度のために細長い形状をしていることを示唆した。これにより、(208996) 2003 AZ84のおよその寸法は940×766×490kmになり、最長の長さは最短の長さのほぼ2倍になる。
(208996) 2003 AZ84のスペクトルと色は、海王星と2：3の共鳴を持つもう1つの大きな天体であるオルクスのものと非常に似ている。(208996) 2003 AZ84のアルベドは低いが、両方の天体は、近赤外線の可視および適度に強い水・氷の吸収帯に平坦な特徴のないスペクトルを持っている。両方の天体はまた、2.3μm付近に弱い吸収帯を持っている。これは、アンモニアハイドレートまたはメタンの氷によって引き起こされる可能性がある。

## 軌道と自転
(208996) 2003 AZ84は、平均距離39.4天文単位（au）で太陽の周囲を公転し、公転周期は247年である。海王星と2:3の軌道共鳴をしている。つまり、海王星が太陽の周囲を3周するごとに、(208996) 2003 AZ84は太陽の周囲を2周する。そのような関係により、(208996) 2003 AZ84は冥王星族に分類されている。その軌道は黄道に対して 13.6 度傾いている。(208996) 2003 AZ84の軌道は離心率が比較的高く、その値は 0.183 である。2019年7月の時点で、(208996) 2003 AZ84は太陽から44.43天文単位 (6.647×109 km)離れた位置に存在する。1982年に遠日点（太陽から最も遠い距離）に近づき、2107年に近日点（太陽に最も近い距離）に到達するとみられる。Deep Ecliptic Survey（DES）によるシミュレーションによると、(208996) 2003 AZ84は、今後1000万年にわたって、太陽から31.6天文単位より近い距離になることはない（常に海王星よりも遠い距離である）。
(208996) 2003 AZ84の自転周期は、2003年にスコット・S・シェパードによって最初に測定された。ハワイ大学の2.2m望遠鏡で得られた光度曲線は、明るさの変動が0.14等級で、6.71時間または13.42時間のあいまいな自転周期を示した。

## 衛星
ハッブル宇宙望遠鏡による観測で、(208996) 2003 AZ84の衛星の発見が2007年2月22日にIAUC 8812で報告された。衛星は0.22秒角の間隔と5.0の見かけの等級差で観測された。2012年の時点で、衛星を再び観測する試みは失敗した。衛星の直径は約72±12kmと推定されている。